# Världsmästerskapen i bordtennis 2012
 Världsmästerskapen i bordtennis 2012 spelades i Westfalenhallen under perioden 25 mars-7 april 2012. Upplagan var den 51:a någonsin. De 120 herrlagen och 92 damlagen delades in i olika divisioner, baserad på rankingen vid föregående lagtävldsmästerskap samt ITTF:s världsranking för lag.

## Seeding
| Kina Tyskland Japan Sydkorea Hongkong Ryssland Belarus Ungern Tjeckien | Österrike Sverige Polen Nordkorea Portugal Spanien Singapore Taiwan Kroatien |

| Singapore Kina Japan Tyskland Sydkorea Hongkong Ungern Nederländerna Taiwan | Polen Kroatien Rumänien Nordkorea Ryssland Spanien USA Ukraina Belarus |

## Medaljsummering

### Discipliner
| Disciplin                        | Guld                                                 | Silver                                                                          | Brons                                                                          |
| Herrarnas lagtävling Detaljer... | Kina Ma Long Zhang Jike Wang Hao Xu Xin Ma Lin       | Tyskland Timo Boll Dimitrij Ovtcharov Patrick Baum Bastian Steger Christian Süß | Sydkorea Joo Se-Hyuk Ryu Seung-Min Oh Sang-Eun Kim Min-Seok Jung Young-Sik     |
| Herrarnas lagtävling Detaljer... | Kina Ma Long Zhang Jike Wang Hao Xu Xin Ma Lin       | Tyskland Timo Boll Dimitrij Ovtcharov Patrick Baum Bastian Steger Christian Süß | Japan Jun Mizutani Seiya Kishikawa Koki Niwa Kenji Matsudaira Maharu Yoshimura |
| Damernas lagtävling Detaljer...  | Kina Ding Ning Liu Shiwen Guo Yan Li Xiaoxia Guo Yue | Singapore Feng Tianwei Wang Yuegu Li Jiawei Sun Beibei Yu Mengyu                | Hongkong Tie Ya Na Jiang Huajun Lee Ho Ching Ng Wing Nam Yu Kwok See           |
| Damernas lagtävling Detaljer...  | Kina Ding Ning Liu Shiwen Guo Yan Li Xiaoxia Guo Yue | Singapore Feng Tianwei Wang Yuegu Li Jiawei Sun Beibei Yu Mengyu                | Sydkorea Kim Kyung-Ah Park Mi-Young Seok Ha-Jung Yang Ha-Eun Dang Ye-Seo       |

### Medaljligan
| Pl.   | Nation    | Guld | Silver | Brons | Totalt |
| ----- | --------- | ---- | ------ | ----- | ------ |
| 1     | Kina      | 2    | 0      | 0     | 2      |
| 2     | Tyskland  | 0    | 1      | 0     | 1      |
| 2     | Singapore | 0    | 1      | 0     | 1      |
| 4     | Sydkorea  | 0    | 0      | 2     | 2      |
| 5     | Hongkong  | 0    | 0      | 1     | 1      |
| 5     | Japan     | 0    | 0      | 1     | 1      |
| Total | Total     | 2    | 2      | 4     | 8      |

## Resultat

### Herrarnas lagtävling
2012 Herrarnas lagtävling vid världsmästerskapen i bordtennis 2012

### Damernas lagtävling
Damernas lagtävling vid världsmästerskapen i bordtennis 2012

### Fotnoter
1. ↑  Competition schedule Arkiverad 23 mars 2012 hämtat från the Wayback Machine.
2. ↑  ”ITTF Calendar”. ittf.com. Arkiverad från originalet den 16 juni 2011. https://web.archive.org/web/20110616210319/http://www.ittf.com/_front_page/ittf2.asp?category=calendar. Läst 14 maj 2011.
3. ↑  ”Mens' Teams List”. ittf.com. Arkiverad från originalet den 26 mars 2012. https://web.archive.org/web/20120326165432/http://portal.ittf.com/ittf_team_events/ittf_teams_web.asp?TEAM_NO=&Tour_ID=2097&Gender=M. Läst 27 mars 2012.
4. ↑  ”Womens' Teams List”. ittf.com. Arkiverad från originalet den 26 mars 2012. https://web.archive.org/web/20120326165750/http://portal.ittf.com/ittf_team_events/ittf_teams_web.asp?TEAM_NO=&Tour_ID=2097&Gender=W. Läst 27 mars 2012.
5. ↑  ”2012 World Team Playing System” (PDF). ITTF. Arkiverad från originalet den 16 april 2012. https://web.archive.org/web/20120416235733/http://www.ittf.com/world_events/wttc_2012/Playing_system_WTTC2012.pdf. Läst 26 mars 2012.
6. ↑  ”Final positions of the 2010 World Team Table Tennis Championships”. ittf.com. Arkiverad från originalet den 16 mars 2012. https://web.archive.org/web/20120316034005/http://www.ittf.com/ittf_team_events/Positions_WTTC_2010.html. Läst 26 mars 2012.
7. ↑  ”ITTF World Team Ranking”. ittf.com. Arkiverad från originalet den 11 april 2012. https://web.archive.org/web/20120411021909/http://www.ittf.com/ittf_ranking/ittf_team_ranking.html. Läst 26 mars 2012.